# Pescărușul (film din 1972)
Pescărușul (în rusă Чайка, transliterat: Ceaika) este un film dramatic sovietic regizat de Iuli Karasik bazat pe piesa de teatru omonimă de Anton Cehov. A fost produs în Uniunea Republicilor Sovietice Socialiste de studiourile Mosfilm și a avut premiera la 1972. Coloana sonoră este compusă de Alfred Schnittke.

## Distribuție
Rolurile principale au fost interpretate de actorii:

Alla Demidova[*]
Iurii Iakovlev
Armen Dzhigarkhanyan
Efim Zaharovici Kopelean[*]
Nikolai Sergheevici Plotnikov[*]
Liudmila Savelieva
Pavlova, Sofia Afinoghenovna[*]
Cetverikov, Vladimir Anatolievici[*]  .

## Lansare
A fost lansat în anul 1972 și a avut parte de succes comercial, fiind vizionat de 4,9 milioane de spectatori în cinematografele din Uniunea Sovietică.